# Mechanical Bull
Mechanical Bull — шестой студийный альбом американской рок-группы Kings of Leon, изданный в сентябре 2013 года лейблом RCA Records.

## Об альбоме
Группа сообщила о подготовке нового студийного альбома в июне 2013 года. По словам бас-гитариста Kings of Leon Джареда Фоллоуилла, новая пластинка должна походить на смесь Youth and Young Manhood и Because of the Times, но стать более зрелой и музыкально сложной записью. Альбом под названием Mechanical Bull был записан в Нэшвилле под руководством продюсера Анджело Петраглии. Первые песни с нового диска были исполнены коллективом на сцене лондонского стадиона O2 Арена. Летом были выпущены два сингла, «Supersoaker» и «Wait for Me», а в начале сентября Kings of Leon исполнили трек «Beautiful War» в эфире радиошоу Зейна Лоу на BBC Radio 1.
Первые отзывы о Mechanical Bull были положительными. Рецензент журнала Clash Саймон Харпер дал альбома оценку 9 из 10, написав: «Mechanical Bull более мгновенно приятен, нежели его предшественник — он менее серьёзен, с чёткой динамикой между тьмой и светом в своих разнообразных ритмах, тонах и характерных чертах. <…> Сильное, цепляющее возвращение в строй; Mechanical Bull стоит того, чтобы прокатиться на нём».

## Список композиций
Слова и музыка всех песен — Калебом Фоллоуиллом, Мэтью Фоллоуиллом, Джаредом Фоллоуиллом и Натаном Фоллоуиллом.
| №   | Название            | Длительность |
| --- | ------------------- | ------------ |
| 1.  | «Supersoaker»       | 3:50         |
| 2.  | «Rock City»         | 2:56         |
| 3.  | «Don’t Matter»      | 2:50         |
| 4.  | «Beautiful War»     | 5:09         |
| 5.  | «Temple»            | 4:10         |
| 6.  | «Wait for Me»       | 3:30         |
| 7.  | «Family Tree»       | 3:50         |
| 8.  | «Comeback Story»    | 3:59         |
| 9.  | «Tonight»           | 4:33         |
| 10. | «Coming Back Again» | 3:28         |
| 11. | «On the Chin»       | 4:16         |
| 12. | «Work On Me»        | 4:04         |
| 13. | «Last Mile Home»    | 4:11         |

## Чарты
| Страна             | Место |
| ------------------ | ----- |
| Австралия          | 1     |
| Австрия            | 2     |
| Бельгия → Валлония | 13    |
| Бельгия → Фландрия | 6     |
| Великобритания     | 1     |
| Германия           | 2     |
| Дания              | 3     |
| Ирландия           | 1     |
| Испания            | 9     |
| Нидерланды         | 2     |
| Новая Зеландия     | 1     |
| Норвегия           | 7     |
| Польша             | 3     |
| Португалия         | 4     |
| США                | 2     |
| Финляндия          | 19    |
| Франция            | 37    |
| Швейцария          | 2     |
| Швеция             | 21    |

## Участники записи
- Калеб Фоллоуилл — вокал, ритм-гитара
- Мэтью Фоллоуилл — соло-гитара, фортепиано, слайд-гитара, ситар, вокал
- Джаред Фоллоуилл — бас-гитара, синтезатор, вокал
- Натан Фоллоуилл — ударные, перкуссия, вокал
- Анджело Петраглиа — продюсер